# Inbox by Gmail
Inbox by Gmail byla e-mailová aplikace od Googlu pro Android a iOS a pro prohlížeče Chrome, Firefox a Safari. Aplikace se soustřeďovala na vylepšení e-mailové produktivity a organizace umožňující uživatelům odložení zpráv na pozdější dobu, seskupení podobných e-mailů a dostávání karet ve stylu Google Now pro záležitosti jako např. časy odletů.

## Historie
Inbox byl oficiálně spuštěn jako beta verze 22. října 2014. Nejdříve byly vyžadovány pozvánky pro přístup do Inboxu, ale 28. května 2015 oznámil Google, že aplikace je oficiálně uvolněna pro všechny s účtem na Gmailu. 24. června 2015 přidal Google do Inboxu tlačítko „vrátit zpět odeslání zprávy“, které umožňovalo uživatelům odvolat poslaný e-mail během 10 sekund od kliknutí na „odeslat“.
Služba Inbox byla Googlem ukončena 2. dubna 2019.

## Obsluha
Po uživatelově přihlášení Google prozkoumá e-mailový účet pro zjištění důležitosti a podobnosti informací. Poté zobrazí nejdříve to, co považuje za nejdůležitější části e-mailu a seskupí podobné e-maily jako „Štítky“, které jsou pojmenovány dle typu (např. „Cesty“ nebo „Automatické“). Převede také fyzické adresy na odkazy na Mapy Google a čísla potvrzených letů do aktualizace letového stavu. Uživatelé mohou vytvářet vlastní Štítky stejně jako Kategorie v Gmailu a mohou určit, v kterou denní dobu se Štítek zobrazí. Mohou také organizovat e-maily rychlo akcí, přejetím přes obrazovku doprava pro archivování zprávy nebo přejetím doleva pro odložení e-mailu na jinou dobu. Tato funkce odložení funguje podobně jako aplikace Mailbox. Uživatelé se mohou podržením prstu na obrazovce dostat k hromadným akcím jako archivování, odkládání nebo mazání e-mailů. E-mail je zobrazen chronologicky s nejnovějšími zprávami nahoře. E-maily mohou být připnuty v horní části stránky jako Připomenutí seznamu úkolů. V pravém spodním rohu obrazovky se zobrazuje červené tlačítko „Nová zpráva“ s aktuálními kontakty.

## Přijetí
Recenzenti chválili aplikaci z vizuálního a designového hlediska a poznamenali, že by ji používali místo existující aplikace pro Gmail. David Pierce z The Verge napsal, že design aplikace je snadný na používání, rychlý, „minimalistický a krásný“. Poznamenal, že hojné bílé mezery by mohly způsobovat problémy pro náročné uživatel emailu a požádal o „kompaktní zobrazení“. Po spuštění Pierce uvedl, že dává přednost Inboxu na iOS před aplikací Gmail a řekl, že Inbox „dává pocit budoucnosti e-mailu“. Sarah Mitroffová z CNETu podobně chválila Inbox jako novou e-mailovou killer app a plánuje v budoucnu používat aplikace místo Gmailu. Dodala, že Inbox následuje styl Googlu, Material design, který byl představen s Androidem Lollipop.